# Marquez (cantautore)
Marquez, pseudonimo di Andrea Comandini (Cesena, 24 aprile 1972), è un cantautore e compositore italiano; la sua musica attraversa vari generi musicali come il rock, indie e cantautorato più classico.

## Biografia
Marquez nasce dalle ceneri degli MWB, rock band romagnola attiva nei primi anni '90. Dopo l'incontro con Ivan Graziani, dal quale scaturiscono un Ep Abbi pietà e un album, Zobia blu, prodotto da Omar Pedrini (ex Timoria), Andrea Comandini sposta la sua ricerca verso un cantautorato più intimista e minimale.
Nel 1999 avvia una collaborazione con Sonica e Gianni Maroccolo, dalla quale nasce il primo album, L'incredibile storia del malinteso tra il Dottor Poto e la banda dell'acqua minerale, che qualche tempo dopo viene pubblicato insieme ad alcuni elementi della band Aidoru.
Dopo un lungo periodo di assenza escono l'EP L’anno del toro e l'album Il rumore migliore nel marzo 2010, mentre incomincia a collaborare in qualità di musicista e sound designer con la compagnia teatrale Motus.
Tra il 2010 e il 2011 Marquez produce ed è coautore di alcuni brani di Blu, album d’esordio di Andrea Cola e Zodiaco elettrico, “Tierkreis” di Karlheinz Stockhausen interpretato dagli Aidoru. Insieme ai "Julie’s Haircut", che segue dal vivo per tutto il tour di Our secret ceremony collabora alla registrazione del 7 pollici Julie’s Haircut play Jodorowsky e Rota.
Durante l’estate 2011 decide di misurarsi con la solitudine artistica avvicinata tante volte e scrive Figlio del diavolo che uscirà, totalmente autoprodotto, nel febbraio 2012.
Dopo un'assenza di quattro anni, esce in aprile 2016 il suo quinto album, Lo stato delle cose. Nei primi mesi del 2017 lavora alla produzione artistica dei nuovi brani di Io e la tigre. Nel tre anni più tardi pubblica il suo sesto disco intitolato I vinti.

## Discografia

### Album
- 1998 - Zobia blu (Insieme al gruppo MWB)
- 2004 - L'incredibile storia del malinteso tra il Dottor Poto e la banda dell'acqua minerale
- 2010 - Il rumore migliore
- 2012 - Figlio del diavolo
- 2016 - Lo stato delle cose
- 2020 - I vinti

### EP
- 1997 - Abbi pietà (Insieme al gruppo MWB)
- 2009 - L'anno del toro